# Invenção do Mar
Invención del mar es un libro de 1999 escrito por el autor brasileño Gerardo Mello Mourão, el cual narra una epopeya del descubrimiento y colonización de Brasil, escrita enbasado en crónicas de la época, con el tema del choque violento de civilizaciones resultante del encuentro de pueblos diversos (indios, negros africanos y europeos de diferentes orígenes, en particular, españoles, franceses, holandeses y judíos), en el nuevo territorio reclamado por los portugueses. El libro ganó el Premio Jabuti de Literatura.

## Estructura
Compuesto por 7 canciones, cada una con 9 poemas, más dos partes que servir como preámbulo y epílogo, el poema cuenta la historia de la Colonia evocando,
inicialmente, la época de las canciones trovadorescas de Don Diniz (1261-1325) y la primera descubrimientos de los portugueses en los mares (siglos XIV y XV); cuenta la historia del descubrimiento de Brasil (1500); continúa con los relatos de la catequesis de los indios por parte de los jesuitas (siglo XIX). XVI-XVIII) y la exploración del sertão por los bandeirantes (siglos XVII-XVIII); alcanza tu clímax con la narración de la guerra contra los holandeses, en Guararapes (1648-1649); y finalmente, aludiendo a los episodios de Palmares (1695) y la Liberación de esclavos (1886), la Inconfidência Mineira (1789) y otros movimientos emancipatorios que condujo a la Independencia (1822), como la Revolución de Pernambuco de 1817.
Las alusiones a la insuficiencia del género aparecen marcadas en los comentarios críticos de prólogo, que, con el título "epitafios", sugiere la estrecha conexión entre la discusión la crítica y la afirmación de la muerte del género en el fragmento. También aparecen ante la insistencia del fábula sobre el carácter “legendario” de los hechos narrados a partir de las crónicas; y en la aparición del mercado como una fuerza innegable en todo el mundo, enfatizado sobre todo en el desenlace y epílogo de la obra. En conjunto, estos aspectos profundizar el tono de desolación que acompaña a las últimas partes del libro, donde la multiplicación de la imagen de los muertos y suplicada por las fuerzas del Imperio recién creado parece converger hacia una disensión progresiva entre el "pueblo" - que, según fábula del libro, habría sido el protagonista de la unidad nacional - y las instituciones del Estado.